# Григорьевский (Балашовский район)
Григорьевский — хутор в Балашовском районе Саратовской области в составе сельского поселения Первомайское муниципальное образование.

## География
Находится на расстоянии примерно 12 километров по прямой на юг от районного центра города Балашов.

## История
Основан в 2005 году.  

## Население
Постоянное население составляло 4 человека в 2010 году.